# Zaleucos (législateur)
Sauf précision contraire, les dates de cet article sont sous-entendues « avant l'ère commune » (AEC), c'est-à-dire « avant Jésus-Christ ».
Zaleucos de Locres ou Zaleucus (en grec ancien Ζάλευκος / Zaleukos) est un législateur mythique grec des Locriens Épizéphyriens du VIIe siècle av. J.-C. Les auteurs antiques lui attribuent la législation qui sera en vigueur dans la cité de Locres pendant l'Antiquité. Érigée en modèle par les philosophes classiques, la législation locrienne serait à l'origine de l'exceptionnelle stabilité politique de cette cité de Grande-Grèce.

## Biographie
Selon la chronologie d'Eusèbe de Césarée, Zaleucos aurait légiféré pour sa cité vers 663/2. Les auteurs antiques comme Strabon le reconnaissaient comme le premier législateur du monde grec, autrement dit, comme le premier à avoir fixé la loi par l'écrit et cela bien avant les législateurs plus connus comme Lycurgue et Solon.  
D'après un fragment d'Héraclide Lembos, le fils de Zaleucos, condamné pour adultère, devait avoir les deux yeux crevés selon les lois écrites par son propre père. Les Locriens, afin d'honorer leur législateur, voulaient dispenser son fils de l'application stricte de la loi. Dans un premier temps, Zaleucos refusa avant de se laisser partiellement convaincre. Il décida de se crever un œil à lui-même et un à son fils, laissant ainsi à chacun d’entre eux l’usage de la vue. Cette histoire est reprise par Elien le Sophiste et Valère Maxime dans les siècles suivants.  
Le Pseudo-Aristote en fait un riche éleveur qui aurait reçu sa législation d'Athéna, idée reprise par Plutarque dans la Vie de Numa tandis qu'une autre tradition en fait un esclave. Ces divergences de tradition trouvent leur origine dans le récit colonial de la cité de Locres Épizéphyrienne qui aurait été fondée par des esclaves. À partir du IIIe siècle, Zaleucos est considéré comme ayant été un disciple, de Pythagore. D'après le Traité des Lois de Cicéron, au Ier siècle de notre ère, les Locriens continuaient d'entretenir le souvenir du législateur originel de leur cité.

## La législation archaïque

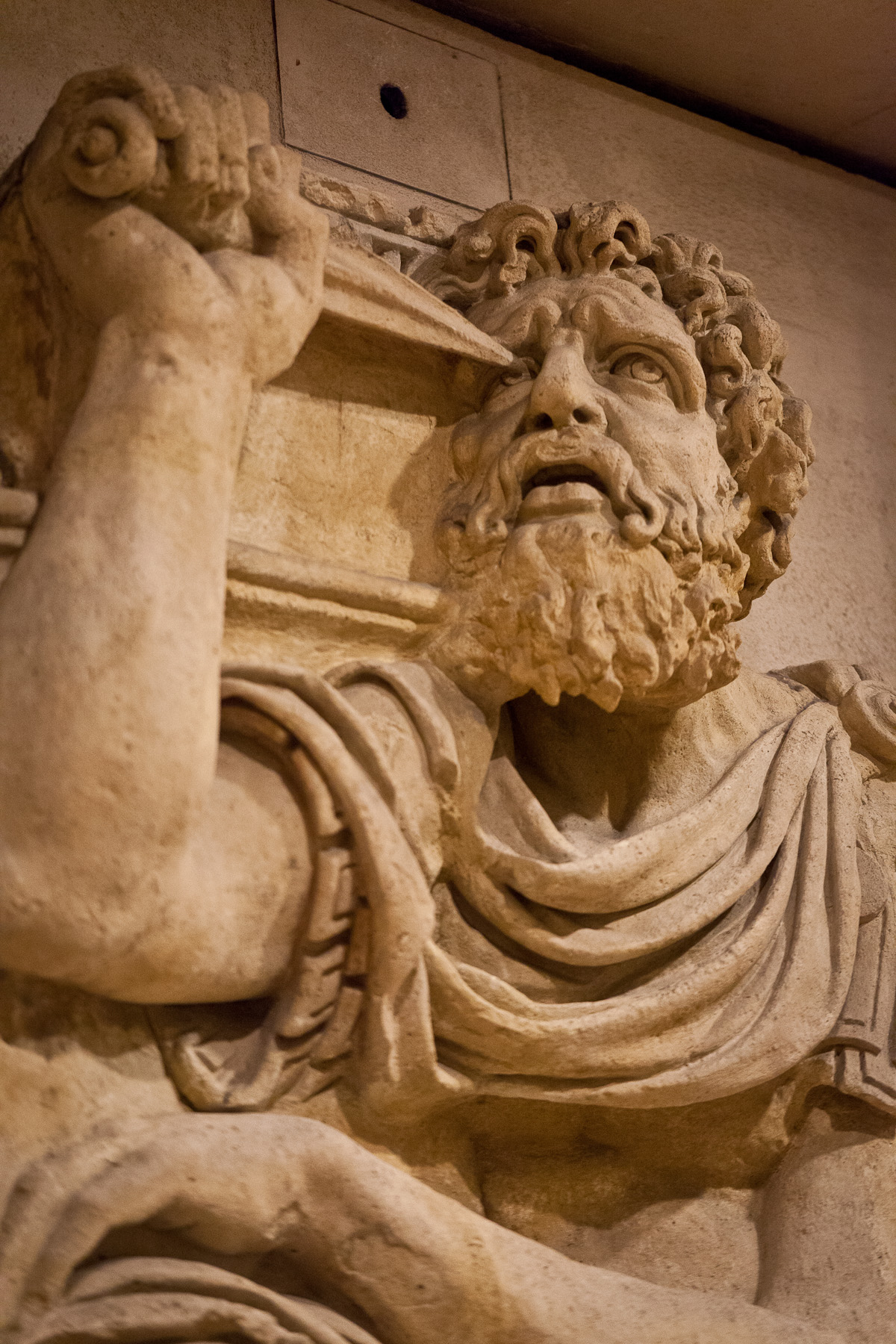
Zaleucos, relief au Louvre

Selon Ephore de Cumes, Zaleucos se serait inspiré de plusieurs coutumes et traditions grecques notamment crétoises et lacédémoniennes pour créer la législation locrienne. Les lois locriennes sont présentées comme un véritable modèle législatif par les philosophes classiques. Dès le VIe siècle, Pindare chante les louanges de la cité de Locres :  

« Dans la ville des Locriens Epizéphyriens, règne l’Exactitude »

— Pindare, X, 13
Zaleucos est reconnu comme étant le premier à avoir fixé la peine encourue correspondant à chaque crime, alors que la fixation de la peine était normalement laissée à la discrétion des juges. Platon présente son ami Timée, comme étant originaire « de la ville si bien policée de Locres ». Aristote révèle qu'il existait à Locres une loi interdisant de vendre son patrimoine sauf si le citoyen prouvait qu'il avait subi un revers de fortune incontestable. Cette loi devait préserver la paix sociale de la cité en prévenant l'accumulation de richesses entre les mains d'un petit groupe de citoyens.   
Selon les auteurs anciens, la législation archaïque, dont l'existence n'est pas remise en doute par les historiens modernes du fait des nombreux témoignages existants, aurait préservé la cité des perturbations politiques qui agitaient régulièrement les polis grecques. Les Locriens auraient ensuite accordé une extrême importance à la conservation des lois une fois établies.   
Au IVe siècle av. J.-C. Démosthène dénonce l'habitude des Athéniens de changer régulièrement les lois de la cité et prend en exemple le conservatisme législatif des Locriens. Il rapporte alors une anecdote reprise par Polybe deux siècles plus tard. Il révèle que quiconque souhaitant changer une loi à Locres,  devait se présenter devant les Milles (l'Assemblée des citoyens) avec un nœud coulant autour du cou et argumenter avec son adversaire au sujet de l’intention du législateur. Celui dont l’interprétation était jugée la moins satisfaisante était alors mit à mort par pendaison sous les yeux des Milles. Bien que les historiens ignorent si cette anecdote est véridique, elle reste néanmoins révélatrice de l'esprit conservateur de la législation.  
Diodore de Sicile et Jean de Stobée nous ont conservé un préambule du code de loi attribué à Zaleucos dont voici quelques extraits:

« Aucun citoyen ne devait avoir d’ennemi mortel, on devait, quand on n’éprouvait de
l’inimitié, se persuader qu’on finirait par s’apaiser et par revenir à l’amitié ; sinon on serait tenu pour un sauvage et un rustre. Quant aux magistrats, il les priait de bannir l’arrogance et l’orgueil, et de ne pas faire intervenir la haine et l’amitié dans leur jugement. »

— Diodore de Sicile, Bibliothèque Historique, XII, 20, 2

« Une femme libre ne devait pas être accompagnée de plus d’une servante à moins qu’elle ne fut ivre, ni sortir de la ville la nuit, à moins qu’elle n’eût un amant, ni se parer de bijoux d’or ou de vêtement bordé de pourpre, à moins qu’elle ne fût prostituée ; un homme ne devait pas porter de bague d’or ni de manteau à la milésienne, s’il n’était prostitué ou n’avait une maîtresse. »

— Diodore de Sicile, Bibliothèque Historique, XII, 21, 1
Armand Delatte a démontré que ce préambule était l’œuvre des Pythagoriciens qui gouvernèrent certaines cités de Grande-Grèce au Ve et au IVe siècle av. J.-C.

## Mythe ou personnage historique?

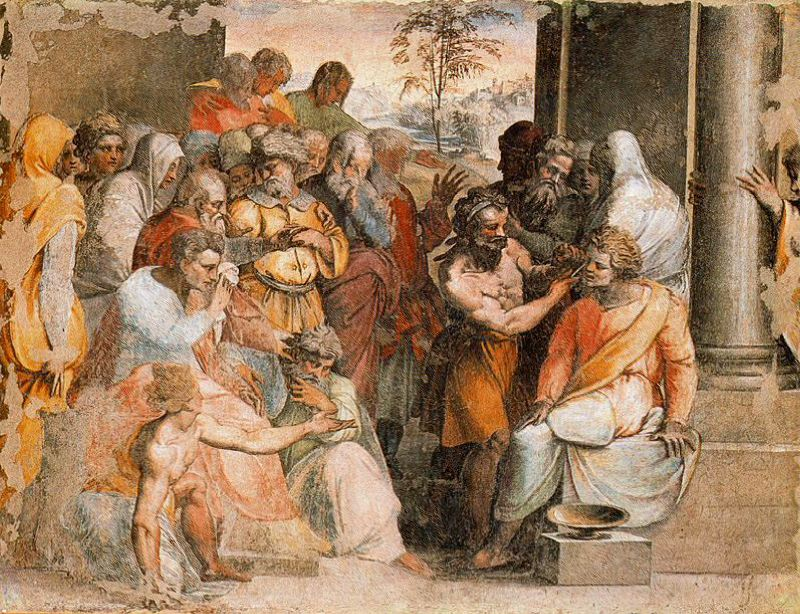
La Justice de Zaleucos, Perin del Vaga

Bien que depuis la fin du VIe siècle, plusieurs auteurs anciens citent dans leurs œuvres le modèle législatif de la cité locrienne, il faut attendre Aristote pour que le nom de Zaleucos apparaissent pour la première fois.  
La cité de Locres Épizéphyrienne connaît un important bouleversement politique en 347. Denys le Jeune bénéficiant de soutiens familiaux au sein de l'oligarchie au pouvoir, par sa mère Doris, vient se réfugier à Locres après le coup d’état de Dion. Commettant de nombreuses exactions, il est la cause principale du déclenchement de la révolution qui aboutit à la chute du système politique établi depuis la fondation de la cité. Lorsque Denys rentre à Syracuse pour récupérer son pouvoir, les Locriens s'emparèrent des membres de sa famille et les exécutèrent. L'oligarchie des "Cent-Maisons" est détruite et une constitution démocratique est instaurée.   
Selon Van Compernolle, les démocrates, souhaitant se rattacher aux origines de la cité, favorisèrent l'apparition d'un personnage légendaire à l'origine de l'ancienne législation : Zaleucos. C'est probablement à cette époque, que les Locriens firent de leur législateur un ancien esclave, afin de rappeler le mythe de fondation de la cité.   
La réputation du législateur demeura intacte tout au long de l'époque romaine comme en témoignent les nombreux auteurs latins qui ont repris des anecdotes le concernant.   
En 1521, une peinture de Perin del Vaga, la justice de Zaleucos, est consacrée à la scène de la sentence prononcée par Zaleucos contre son fils adultère.
En 1765, Voltaire loue hautement Zaleucos :

« J'ose ici défier tous les moralistes et tous les législateurs, je leur demande à tous s'ils ont dit rien de plus beau et de plus utile que l'exorde des lois de Zaleucus, qui vivait avant Pythagore, et qui fut le premier magistrat des Locriens.
« Tout citoyen doit être persuadé de l'existence de la divinité. Il suffit d'observer l'ordre et l'harmonie de l'univers, pour être convaincu que le hasard ne peut l'avoir formé. On doit maîtriser son âme, la purifier, en écarter tout mal, persuadé que Dieu ne peut être bien servi par les pervers, et qu'il ne ressemble point aux misérables mortels qui se laissent toucher par de magnifiques cérémonies, et par de somptueuses offrandes. La vertu seule, et la disposition constante à faire le bien, peuvent lui plaire. Qu'on cherche donc à être juste dans ses principes et dans la pratique, c'est ainsi qu'on se rendra cher à la Divinité. Chacun doit craindre ce qui mène à l'ignominie, bien plus que ce qui conduit à la pauvreté. Il faut regarder comme le meilleur citoyen celui qui abandonne la fortune pour la justice; mais ceux que leurs passions violentes entraînent vers le mal, hommes, femmes, citoyens, simples habitants, doivent être avertis de se souvenir des dieux, et de penser souvent aux jugements sévères qu'ils exercent contre les coupables; qu'ils aient devant les yeux l'heure de la mort, l'heure fatale qui nous attend tous, heure où le souvenir des fautes amène les remords, et le vain repentir de n'avoir pas soumis toutes ses actions à l'équité.
Chacun doit donc se conduire à tout moment, comme si ce moment était le dernier de sa vie; mais si un mauvais génie le porte au crime, qu'il fuie aux pieds des autels, qu'il prie le ciel d'écarter loin de lui ce génie malfaisant, qu'il se jette surtout entre les bras des gens de bien, dont les conseils le ramèneront à la vertu en lui représentant la bonté de Dieu et sa vengeance. »
Non, il n'y a rien dans toute l'antiquité qu'on puisse préférer à ce morceau simple et sublime, dicté par la raison et par la vertu, dépouillé d'enthousiasme et de ces figures gigantesques que le bon sens désavoue. »

— Voltaire, La Philosophie de l'histoire (1765), chapitre XXVII.